# 萨韦尔讷站
萨韦尔讷站，是法国的一个铁路车站，位于法国东北部城市萨韦尔讷，距离巴黎467公里。

## 位置
萨韦尔讷站位于萨韦尔讷市区的北部。车站大致呈东西走向，开口朝南。

## 历史
萨韦尔讷站最初建于1851年。普法战争失败后，萨韦尔讷沦入德国人手中，更名为"Zabern"，萨韦尔讷站在此期间也得到了改建，并新开通了前往莫尔塞姆方向的铁路。一战结束后回归法国。前往莫尔塞姆方向的铁路因客流不佳而于1969年关闭。

## 设施
萨韦尔讷站设有人工售票窗口，其开放时间如下：
- 周一至五：7:00~19:30
- 周六：9:30~18:00
- 周日及节假日：11:00~20:30

此外，萨韦尔讷站还设有自动售票机等设施。站内还设有一个小型候车室。

## 停靠线路
以下列车线路在萨韦尔讷站停靠：
| 萨韦尔讷站列车线路表       |                     |                   |                              |              |
| 线路                       | 车种                | 上一站            | 下一站                       | 大致运行频率 |
| 巴黎—斯特拉斯堡            | TGV                 | 萨尔堡            | 斯特拉斯堡                   | 每天1~2趟    |
| 巴黎—斯特拉斯堡            | INTERCITÉS 100% éco | 萨尔堡            | 斯特拉斯堡                   | 每天1趟      |
| 梅斯—斯特拉斯堡            | TER                 | 雷丹/吕策尔堡     | 布吕马特                     | 每天4~6趟    |
| 南锡—斯特拉斯堡            | TER                 | 萨尔堡/吕策尔堡   | 布吕马特/斯特拉斯堡          | 每天6~10趟   |
| 萨尔堡/萨韦尔讷—斯特拉斯堡 | TER                 | 吕策尔堡/（起点） | 什泰因堡/代特维莱尔/布吕马特 | 每天14趟左右 |
| 1. 2. 3.                   |                     |                   |                              |              |

## 配套交通

### 长途客车
| 停靠萨韦尔讷站的大巴车 |                            | |
| 上下车地点             | 运营单位                   | 主要目的地 |
| 萨韦尔讷站门口         | 下莱茵省城际客运 Réseau 67 | - 404线：沃尔沙伊姆、维尔戈泰姆、特吕什特赛姆 - 405线：瓦尔多尔维赛姆、塞索尔赛姆、敦策奈姆 - 410线：德吕林根、萨尔于尼翁 - 420线：马尔穆捷、索姆罗、瓦斯洛讷                                           |
| 萨韦尔讷站门口         | SNCF Car TER               | - 讷维莱尔、上莫登-楚岑多夫、阿格诺 - 蒙斯维莱尔、什泰因堡、阿特马特 - 英维莱尔、莫代尔河畔温根、弗罗米勒 - 布吕马特、斯特拉斯堡 - 当某条铁路线施工或罢工时，SNCF可能也会提供途径该线路沿途站点的大巴车 |
| 1. 2. 3. 4.            |                            | |

### 市内交通
萨韦尔讷站附近暂无城市公共交通线路经过。

### 社会车辆
萨韦尔讷站门口设有社会车辆停车场。

## 临近车站
| 萨韦尔讷站（Gare de Saverne）  |                      |            |
| 上行车站                       | 线路                 | 下行车站   |
| 吕策尔堡站                     | 巴黎－斯特拉斯堡铁路 | 什泰因堡站 |
| - 本表仅显示运营中的线路及车站 |                      |            |